# Zgodovina duševnih motenj
V preteklosti so imeli za duševne motnje tri glavne razloge, in sicer nadnaravni, biološki in psihološki model. V večini zapisane zgodovine je bilo deviantno vedenje nadnaravno in odraz bitke med dobrim in zlom. Ko se ljudje soočijo z nerazložljivim, iracionalnim vedenjem ter trpljenjem in pretresi, ljudje zaznajo zlo. Pravzaprav so bile v Perzijskem cesarstvu od 550 do 330 pr. N. Št. Vse fizične in duševne motnje obravnavane kot hudičevo delo. V zgodovini so iskali fizične vzroke duševnih motenj. Hipokrat je bil v tej tradiciji pomemben, saj je sifilis opredelil kot bolezen in je bil zato zgodnji zagovornik ideje, da so psihološke motnje biološko povzročene. To je bilo predhodnik sodobnih pristopov psiho-socialne obravnave k vzročnosti psihopatologije s poudarkom na psiholoških, socialnih in kulturnih dejavnikih. Znani filozofi, kot so Platon, Aristotel itd., So pisali o pomenu fantazij, sanj in tako do neke mere predvidevali področja psihoanalitične misli in kognitivne znanosti, ki so se kasneje razvila. Prav tako so se med prvimi zavzeli za humano in odgovorno oskrbo posameznikov s psihološkimi motnjami.

## Duševne motnje po svetu

### Stari Egipt
Omejene opombe v staroegipčanskem dokumentu, znanem kot papirus Ebers, opisujejo prizadeta stanja zbranosti, pozornosti in čustvene stiske v srcu ali umu. Nekatere od njih so kasneje razlagali in jih preimenovali v histerijo in melanholijo. Somatsko zdravljenje je vključevalo nanašanje telesnih tekočin med recitiranjem čarobnih urokov. Halucinogeni so bili morda uporabljeni kot del zdravilnih ritualov. Verski templji so se lahko uporabljali kot terapevtski umik, po možnosti za indukcijo receptivnih stanj, da bi olajšali spanec in razlago sanj.

### Stara Grčija in Rim
V stari Grčiji in Rimu je bila norost stereotipno povezana z brezciljnim potepanjem in nasiljem.  Vendar je Sokrat upošteval pozitivne vidike, vključno s prerokovanjem (»manična umetnost«); mistične iniciacije in rituali; pesniški navdih; in norost ljubimcev. Zdaj ga Sokrat pogosto vidijo kot zelo utelešenje racionalne misli in kot utemeljitelja filozofije, da je izkusil tako imenovane »ukazne halucinacije« (takrat imenovan njegov »demon«). Glasove je slišal tudi Pitagora. Hipokrat (470 - približno 360 pr. N. Št.) Je razvrstil duševne motnje, vključno s paranojo, epilepsijo, manijo in melanholijo. Hipokrat omenja prakso puščanja krvi v petem stoletju pred našim štetjem.

### Srednjeveška Evropa
Pojmovanja norosti v srednjem veku v Evropi so bila mešanica božanskega, diaboličnega, čarobnega in transcendentalnega. Teorije o štirih humorjih (črni žolč, rumeni žolč, sluz in kri) so bile uporabljene, včasih ločeno (stvar »fizike«), včasih pa v kombinaciji s teorijami zlih duhov (stvar »vere«). Arnaldus de Villanova (1235–1313) je združil teorije »hudobnega duha« in Galena usmerjene teorije »štirina humora« in promoviral trepetanje kot zdravilo, s katerim so demoni in odvečni humori pobegnili. Druga splošna telesna sredstva so vključevala čiščenje, odvajanje krvi in bičevanje. Norost je bila pogosto obravnavana kot moralno vprašanje, bodisi kazen za greh bodisi preizkus vere in značaja. Krščanska teologija je podpirala različne terapije, vključno s postom in molitvijo za odtujene od Boga ter izganjanjem tistih, ki jih ima hudič. Torej, čeprav so pogosto mislili, da je duševna motnja posledica greha, so bili raziskani tudi drugi bolj vsakdanji vzroki, vključno z nenadzorovano prehrano in alkoholom, prekomernim delom in žalostjo. Frančiškanski brat Bartholomeus Anglicus (približno 1203 - 1272) je v svoji enciklopediji De Proprietatibis Rerum opisal stanje, ki spominja na depresijo, in predlagal, da bi mu pomagala glasba. Pol-uradni trakt, imenovan Praerogativa regis, je ločeval med »naravnim idiotom« in »norcem«. Slednji izraz je bil uporabljen za tiste z obdobji duševne motnje; izhaja bodisi iz rimske mitologije, ki opisuje ljudi, ki jih je boginja Luna »prizadela v luno«. O epizodah množične plesne manije poročajo iz srednjega veka, »ki je posameznikom prizadela vse videz norosti«.

### Indija
Starodavni hindujski spisi - Ramajana in Mahabharata - vsebujejo izmišljene opise depresije in tesnobe. Na splošno so mislili, da duševne motnje odražajo abstraktne metafizične entitete, nadnaravne dejavnike, čarovništvo in čarovništvo. Charaka Samhita iz leta 600 pred našim štetjem, ki je del hindujske ajurvede (»znanje o življenju«), je videl, da je slabo zdravje posledica neravnovesja med tremi telesnimi tekočinami ali silami, imenovanimi Tri-Dosha. To je vplivalo tudi na osebnostne tipe med ljudmi. Predlagani vzroki so bili neprimerna prehrana, nespoštovanje do bogov, učiteljev ali drugih, duševni šok zaradi pretiranega strahu ali veselja in napačna telesna aktivnost. Obdelave so vključevale uporabo zelišč in mazil, čare in molitve ter moralno ali čustveno prepričevanje. V hindujskem epu Ramajana je Dašarata umrl zaradi malodušja, za kar Shiv Gautam meni, da ponazarja veliko depresivno motnjo.